# Brandon Hammond
Brandon Hammond (* 6. Februar 1984 in Baton Rouge, Louisiana) ist ein US-amerikanischer Kinderdarsteller.

## Leben
Hammond war in den 1990er Jahren als Kinder- und Jugenddarsteller tätig. Bekannte Filme waren Space Jam, Mars Attacks! und Soul Food. Für letzteren Film wurde er 1998 für den Young Artist Award als bester Hauptdarsteller in einem Spielfilm nominiert.
Seine bislang letzten Werke waren zwei Kurzfilme unter seiner Regie, die 2006 und 2015 veröffentlicht wurden.

## Filmografie (Auswahl)
- 1989: Cy-Warrior (Cyborg, il guerriero d'acciaio)
- 1993: Menace II Society
- 1995: Strange Days
- 1996: Space Jam
- 1996: The Fan
- 1996: Mars Attacks!
- 1996–1997: Dr. Quinn – Ärztin aus Leidenschaft (Fernsehserie, 7 Folgen)
- 1997: Soul Food
- 1997–1999: The Gregory Hines Show (Fernsehserie, 20 Folgen)